# دانشگاه همگانی کان
دانشگاه همگانی کان (یا کن) (به فرانسه:  Université populaire de Caen ) یک سازمان آموزشی آزاد در شهر کان فرانسه است. میشل انفره این دانشگاه را در شهر کان در سال ٢٠٠٢ بنیاد نهاده است. 

## پروژه
پروژه میشل انفره بر پایه همگانی کردن دانش و فلسفه در راستای دمکراسی و دسترسی آزاد همه مردم به دانسته ها در چارچوب سازمانی مستقل و خودجوش بوده است. ایده دانشگاه همگانی در سایر کشورها از جمله در آمریکا و دیگر کشورهای اروپایی مورد توجه قرار گرفته و دانشگاههایی از این دست بنیاد نهاده شده اند. 

## اساسنامه
بر پایه اساسنامه در این گونه دانشگاهها، ورود برای همگان در هر سنی آزاد است، هیچ ارزیابی یا آزمونی برای ورود یا در دوره آموزشی وجود ندارد، و دیپلمی به دانشجویان داده نمی شود. 

## پیوند بیرونی
سایت دانشگاه همگانی کان 